# Ophiomyia phaseoloides
Ophiomyia phaseoloides är en tvåvingeart som beskrevs av Martinez 1992. Ophiomyia phaseoloides ingår i släktet Ophiomyia och familjen minerarflugor.
Artens utbredningsområde är Guadeloupe. Inga underarter finns listade i Catalogue of Life.